# Tudor Katalin angol királyi hercegnő
Tudor Katalin (Londoni Tower, 1503. február 2. – 1503. február 10.) VII. Henrik angol király és Yorki Erzsébet angol királyné hetedik, egyben utolsó gyermeke. 

## Élete
Hat testvére volt, három fiú (Artúr, Henrik és Edmund)és három lány (Margit, Mária és Erzsébet). Mindössze nyolc napot élt. Anyja, a királyné másnap, gyermekágyi láz következtében, pont a 37. születésnapján hunyt el. 
Katalin legidősebb testvére, Artúr, a trónörökös, Aragóniai Katalin első férje (1501. november 14-e óta) 1502. április 2-án, 15 évesen halt meg egy súlyos betegség miatt. Mivel akkora már csupán egyetlen fiuk, Henrik volt életben, s féltek, hogyha ő is meghal, az ország trónörökös nélkül marad, a királyi pár úgy döntött, újabb gyermeket vállalnak, mivel ha az fiú lesz, akkor a trónutódlás már nem foroghat veszélyben. Azonban a gyermek lánynak született, és sajnos csak pár napot élt, így VII. Henrik 1502-ben elsőszülött fiát temette el, a rákövetkező évben pedig szeretett feleségét és leányukat is.
1. ↑  p10148.htm#i101477